# 卫星站
卫星站，位于中华人民共和国黑龙江省鸡西市虎林市八五零农场，是林东铁路上的火车站，建于1958年，由哈尔滨铁路局管辖。

## 車站周邊
- 中国邮政储蓄银行卫星支行
- 中国农业银行卫星支行
- 黑龙江省八五〇农场职工医院
- 中国建设银行卫星分理处
- 中国移动卫星营业厅

## 歷史
- 建于1958年。

## 外部連結
- 中国铁路客户服务中心（页面存档备份，存于）